# Andromache (Euripides)
Andromache (altgriechisch Ἀνδρομάχη) ist eine Tragödie des griechischen Dramatikers Euripides, die in den ersten Jahren des Peloponnesischen Krieges, wahrscheinlich zwischen 430 und 424 v. Chr., verfasst wurde. Die Hauptperson des Stückes ist Andromache, die Gattin des trojanischen Heroen Hektor, die Handlung des Stückes spielt nach dem Trojanischen Krieg, nachdem sowohl ihr Gatte in der Schlacht um Troja gefallen ist als auch ihr Sohn nach dem Kampf von Neoptolemos und Odysseus getötet wurde.

## Inhalt
Die Witwe Andromache sucht nach dem Trojanischen Krieg Zuflucht am Altar der Thetis, da sie von der eifersüchtigen Gattin des Neoptolemos Hermione verfolgt wird. Andromache erzählt die Vorgeschichte zu ihrer Flucht: Sie wurde von Neoptolemos in dessen Heimat entführt und gebiert ihm einen Sohn, während Hermione kinderlos bleibt. Hermione und ihr aus Sparta angereister Vater Menelaos versuchen nun, Andromache und ihr Kind zu töten. Menelaos bemächtigt sich des Kindes und droht damit, entweder Andromache oder das Kind zu töten, woraufhin Andromache ihren Zufluchtsort verlässt. Peleus, der Großvater des Neoptolemos, schaltet sich in die Auseinandersetzung ein und bedrängt Menelaos, woraufhin dieser von dem Kind ablässt, seine Tochter Hermione alleine zurücklässt und wieder abreist. Im zweiten Teil des Stückes ängstigt sich Hermione vor der Rückkehr des Neoptolemos, bis Orestes erscheint, um sie abzuholen, da sie ihm einst als Braut versprochen worden war. Ihr Gatte Neoptolemos wurde zwischenzeitlich auf Geheiß des Orestes in Delphi ermordet, damit dieser Hermione als Gattin bekommen kann. Mit dem Tod des Neoptolemos ist damit unter Mitwirkung der Atriden und Orestes das Geschlecht der Peleiden ausgelöscht worden. Am Ende des Stückes erklärt Thetis, dass Peleus mit ihr in die Seligkeit eingehen werde und dass Andromache mit ihrem Kind in einem anderen Land glücklich werden wird.

## Hintergrund
Nach Albin Lesky ist aus der Darstellung des Menelaos eine gegen Sparta gerichtete Tendenz des Stückes erkennbar, die passend zur Entstehungszeit ist. Menelaos ist „ein Theaterbösewicht, mit dessen kläglichen Eigenschaften der Dichter sehr unverhohlen antispartanische Propaganda treibt“.

## Ausgaben
- James Diggle: Euripidis fabulae, Band 1. Oxford 1984. ISBN 0-19-814594-2.
- Gilbert Murray: Euripidis fabulae. Band 1. Oxford 1902.
- Philip Theodore Stevens: Andromache. Clarendon Press, Oxford 1971 (mit Kommentar).
- Ernst Buschor: Euripides. Sämtliche Tragödien und Fragmente, Band 2. Sammlung Tusculum, Heimeran, München 1972.

## Nachweise
1. ↑  Albin Lesky: Geschichte der griechischen Literatur. Francke, Bern 1957. S. 425.